# Neurobasis subpicta
Neurobasis subpicta – gatunek ważki z rodziny świteziankowatych (Calopterygidae).